# Radio Picnic
Radio Picnic és un grup pop de Barcelona fundat l'any 2014 per Jordi Bardavio (teclista i autor) i Lorena Juste (veu). La resta de la banda es completa amb Alberto Dumall (guitarra acústica), Joaquín Sanchez (guitarra elèctrica), Richard Castillo (bateria) i Victor Manjarín (baix elèctric). Escriuen en català i les seves lletres són molt metafòriques amb tocs psicodèlics. Les melodies són pop de la vella escola, molt senzilles i directes.